# 207 Dywizja Zmechanizowana
207 Pomorska Dywizja Zmechanizowana (ros. 207-я мотострелковая Померанская Краснознамённая, ордена Суворова дивизия) – związek taktyczny Armii Radzieckiej przejęty przez  Siły Zbrojne Federacji Rosyjskiej.
W końcowym okresie istnienia Związku Socjalistycznych Republik Radzieckich dywizja stacjonowała na terenie Niemieckiej Republiki Demokratycznej. W tym czasie wchodziła w skład 2 Gwardyjskiej Armii Pancernej. Rozformowana w 1992.

## Struktura organizacyjna
Skład w 1990:
- dowództwo i sztab – Stendal
- 33 Berliński pułk zmotoryzowany;
- 41 Berliński pułk zmotoryzowany;
- 400 pułk zmotoryzowany;
- 591 Gwardyjski Reczycki pułk zmotoryzowany;
- 32 batalion czołgów;
- 693 pułk artylerii samobieżnej;
- 75 Gwardyjski Dęblińsko-Pomorski pułk rakiet przeciwlotniczych;
- 498 dywizjon artylerii przeciwpancernej;
- 6 batalion rozpoznawczy;
- 912 batalion łączności;
- 338 batalion inżynieryjno-saperski;
- 102 batalion obrony przeciwchemicznej;
- 1131 batalion zaopatrzenia;
- 46 batalion remontowy;
- 225 batalion medyczny.